# ایزمت سینانی
عصمت سنانی (انگلیسی: Ismet Sinani؛ زادهٔ ۳۱ مهٔ ۱۹۹۹) بازیکن فوتبال است.
از باشگاه‌هایی که در آن بازی کرده‌است می‌توان به باشگاه فوتبال یووه استابیا اشاره کرد.
وی همچنین در تیم‌های ملی فوتبال Albania national under-17 football team و Kosovo national under-19 football team بازی کرده‌است.